# Alfred Schneider (Fußballspieler)
Alfred Schneider (geboren unbekannt, gestorben: Oktober 1944) war ein deutscher Fußballspieler.

## Karriere

### Vereine
Schneider gehörte dem PSV Chemnitz als Stürmer an, für den er in den vom Verband Mitteldeutscher Ballspiel-Vereine organisierten Meisterschaften von 1931 bis 1933 im Gau Mittelsachsen Punktspiele bestritt und jeweils am Saisonende die Mitteldeutsche Meisterschaft gewann. In den beiden sich anschließenden Meisterschaftsendrunden, die im K.-o.-System ausgetragen wurden, erreichte er zweimal das Finale gegen den Dresdner SC. Nachdem seine Mannschaft am 17. April 1932 im Probstheidaer Stadion in Leipzig mit 3:2 gewann, verlor sie am 17. April 1933 mit 1:3. Dennoch war seine Mannschaft beide Male für die Teilnahme an der Endrunde um die Deutsche Meisterschaft qualifiziert. Mit dem Achtel- und Viertelfinale am 8. und 22. April 1932 beim 5:1-Sieg über den Beuthener SuSV 09 und bei der 2:3-Niederlage gegen den späteren Deutschen Meister FC Bayern München bestritt er seine ersten beiden Endrundenspiele, in denen er mit dem Treffer zum 1:5 in der 88. und zum 1:1 in der 15. Minute in jedem ein Tor erzielte. In der Folgesaison ereilte ihn und seine Mannschaft das „Aus“ am 7. Mai 1933 bei der 1:6-Niederlage gegen den FSV Frankfurt bereits im Achtelfinale.
Von 1933 bis 1937 spielte er in der Gauliga Sachsen, eine von zunächst 16, später auf 23 aufgestockten Gauligen zur Zeit des Nationalsozialismus als einheitlich höchste Spielklasse im Deutschen Reich. Hatte seine Mannschaft die Premierensaison noch als Drittplatzierter abgeschlossen, so gewann sie in den beiden Folgespielzeiten jeweils die Gaumeisterschaft; in seiner letzten Saison wurde er Zweiter der Meisterschaft. Bei der in vier Gruppen zu je vier Mannschaften ausgetragenen Endrunde um die Deutsche Fußballmeisterschaft 1934/35 bestritt er alle sechs Spiele der Gruppe A und erreichte als Gruppensieger das Halbfinale, das am 2. Juni 1935 im Düsseldorfer Rheinstadion jedoch mit 2:3 gegen den FC Schalke 04 verloren wurde. In seinem ersten Gruppenspiel am 7. April 1935 erzielte er beim 6:1-Sieg über den MSV Yorck Boyen Insterburg mit dem Treffer zum 1:1 in der 40. Minute sein erstes von insgesamt drei Toren. Ebenso viele erzielte er in seinen sechs Spielen der Gruppe A in der ein Jahr später durchgeführten Endrunde, in der er mit seinem Verein als Gruppenzweiter hinter dem FC Schalke 04 – trotz Punktgleichheit – aufgrund des schlechteren Torquotienten das Nachsehen hatte.
Im 1935 eingeführten Wettbewerb um den Tschammerpokal, dem Pokalwettbewerb für Vereinsmannschaften, bestritt er insgesamt drei Spiele. Nach seinem Debüt am 22. September 1935 im heimischen Stadion an der Planitzstraße, das mit 4:2 in der 2. Schlussrunde gegen den 1. FC Schweinfurt gewonnen wurde, kam er auch an selber Stätte am 27. Oktober 1935 bei der 1:3-Niederlage gegen den 1. FC Nürnberg im Achtelfinale zum Einsatz. Im Achtelfinale am 6. September 1936, bei der 0:1-Niederlage gegen den SV Waldhof Mannheim, bestritt er sein letztes Pokalspiel.

### Auswahlmannschaft
Als Spieler der Gauauswahlmannschaft Sachsen bestritt er im Gauauswahlwettbewerb um den Reichsbundpokal 1935/36 das am 1. März 1936 im Frankfurter Waldstadion ausgetragene Finale gegen die Gauauswahlmannschaft Südwest, das mit 2:2 n. V. keinen Sieger fand und das am 24. März 1936 in Leipzig angesetzte Wiederholungsspiel notwendig machte. Ohne seinen Einsatz gewann seine Mannschaft vor 20.000 Zuschauern dieses recht deutlich mit 9:0 – und damit auch den Pokal.

## Erfolge
- Gaumeister Sachsen 1935, 1936
- Mitteldeutscher Meister 1932, Finalist 1933
- Mittelsächsischer Meister 1932, 1933
- Reichsbundpokal-Sieger 1936